# Cyclodium heterodon
Cyclodium heterodon là một loài thực vật có mạch trong họ Dryopteridaceae. Loài này được (Schrad.) T. Moore miêu tả khoa học đầu tiên năm 1861.